# Vincent Decroly
Vincent Decroly (Gerpinnes, 12 maart 1963) is een Belgisch politicus, en voormalig volksvertegenwoordiger.

## Levensloop
In 1983 stichtte hij een afdeling van de partij Ecolo in Gerpinnes. Van 1989 tot 1992 was hij parlementair assistent voor Ecolo in het Europees Parlement en van 1991 tot 1994 was hij nationaal secretaris van de partij.
Hij werd in januari 1995 lid van de Kamer van volksvertegenwoordigers voor het arrondissement Brussel en vervulde dit mandaat tot in april 1999. Hij verwierf nationale bekendheid door zijn activiteit in de Onderzoekscommissie Dutroux. In april 1999 nam hij ontslag uit de Kamer omdat hij ontgoocheld was over de manier van werken van de opvolgingscommissie van de Zaak-Dutroux. Bij de verkiezingen van juni 1999 werd hij opnieuw verkozen in de Kamer en ditmaal bleef hij er zetelen tot in 2003.
Op 26 oktober 2001 verliet hij Ecolo, na zijn weigering om de regering-Verhofstadt I, waar Ecolo deel van uitmaakte, te steunen. Hij nam geen ontslag als volksvertegenwoordiger en bleef tot in 2003 als onafhankelijke in de Kamer zetelen. Hij stelde zich bij de verkiezingen van dat jaar geen kandidaat meer.
Op 28 maart 2002 werd hij manu militari buiten het halfrond gezet toen hij, uit protest tegen de regering, in zijn hemdsmouwen en met een pet op de regering van op zijn bank in het halfrond ondervroeg.
Na zijn parlementaire loopbaan, hernam hij zijn studies. In 1986 had hij een licentiaat in de psychologie behaald en daar voegde hij in 2005 een licentiaat in de rechten aan toe. Hij was gedurende een paar jaar advocaat, waarna hij in 2008 de voorkeur gaf aan activiteiten als coördinator in een dienst voor juridische bijstand, ten behoeve van hulpbehoevenden.
In 2010 riep hij op om te stemmen voor de linkse partij Front des Gauches. In 2013 was hij medestichter van de politieke beweging VEGA en in 2017 was hij tevens medestichter van de politieke beweging Demain.

## Publicatie
- Principes élémentaires de la propagande arc-en-ciel, EPO, 2003.